# Јунити (Мејн)
Јунити (енгл. Unity) насељено је место без административног статуса у америчкој савезној држави Мејн.

## Демографија
По попису из 2010. године број становника је 469, што је 17 (-3,5%) становника мање него 2000. године.
| Група             | 2000.       | 2010.       |
| Белци             | 467 (96,1%) | 445 (94,9%) |
| Афроамериканци    | 1 (0,2%)    | 4 (0,9%)    |
| Азијати           | 0 (0,0%)    | 0 (0,0%)    |
| Хиспаноамериканци | 5 (1,0%)    | 9 (1,9%)    |
| Укупно            | 486         | 469         |